# Нарин-Талача
Нари́н-Талача́ (рос. Нарын-Талача) — село у складі Каримського району Забайкальського краю, Росія. Адміністративний центр Нарин-Талачинського сільського поселення.

## Населення
Населення — 679 осіб (2010; 650 у 2002).
Національний склад (станом на 2002 рік):
- росіяни — 91 %